# Danh sách câu lạc bộ bóng đá ở Cộng hòa Dominica
Đây là danh sách các câu lạc bộ bóng đá ở Cộng hòa Dominica.
- Liga Dominicana de Fútbol 2015
  - Club Barcelona Atlético (Santo Domingo)
  - Bauger FC (Santo Domingo)
  - Club Atlético Pantoja (Santo Domingo)
  - Atlético Vega Real (La Vega)
  - Moca FC (Moca)
  - Cibao FC (Santiago de los Caballeros)
  - Atlético San Cristóbal (San Cristóbal)
  - O&M FC (Santo Domingo)
  - Delfines del Este FC (La Romana)
  - Atlántico FC (Puerto Plata)

Bản mẫu:Bóng đá Cộng hòa Dominica